# Nišavski upravni okrug
Nišavski upravni okrug (ćirilično: Нишавски управни округ) je okrug koji se nalazi u Južnoj Srbiji. Središte Nišavskog upravnog okruga je grad Niš.

## Općine
- Grad Niš, čije je središte gradsko naselje Niš, i sastoji se od gradskih općina
  - Općina Medijana središte Niš,
  - Općina Palilula središte Niš,
  - Općina Pantelej središte Niš,
  - Općina Crveni Krst središte Niš,
  - Općina Niška Banja središte Niška Banja,
- Općina Aleksinac središte Aleksinac,
- Općina Svrljig središte Svrljig,
- Općina Merošina središte Merošina,
- Općina Ražanj središte Ražanj,
- Doljevac središte Doljevac,
- Gadžin Han središte Gadžin Han.

## Stanovništvo
Prema popisu stanovništva iz 2002. godine okrug ima 382.461 stanovnika, dok je prosječna gustoća naseljnosti 139,9 stan./km².
Prema popisu stanovništva iz 2011. godine okrug ima 376.319 stanovnika.
| Etnički sastav 2002. |            |  |
| Narod                | Stanovnika |  |
| Srbi                 | 360.941    |  |
| Crnogorci            | 1.018      |  |
| Makedonci            | 897        |  |
| Jugoslaveni          | 868        |  |
| Bugari               | 866        |  |
| Muslimani            | 155        |  |
| Albanci              | 134        |  |
| Goranci              | 90         |  |
| ostali               | 102        |  |

## Vanjske poveznice
- Stranica Nišavskoga okruga[neaktivna poveznica]